# Boj proti terorismu

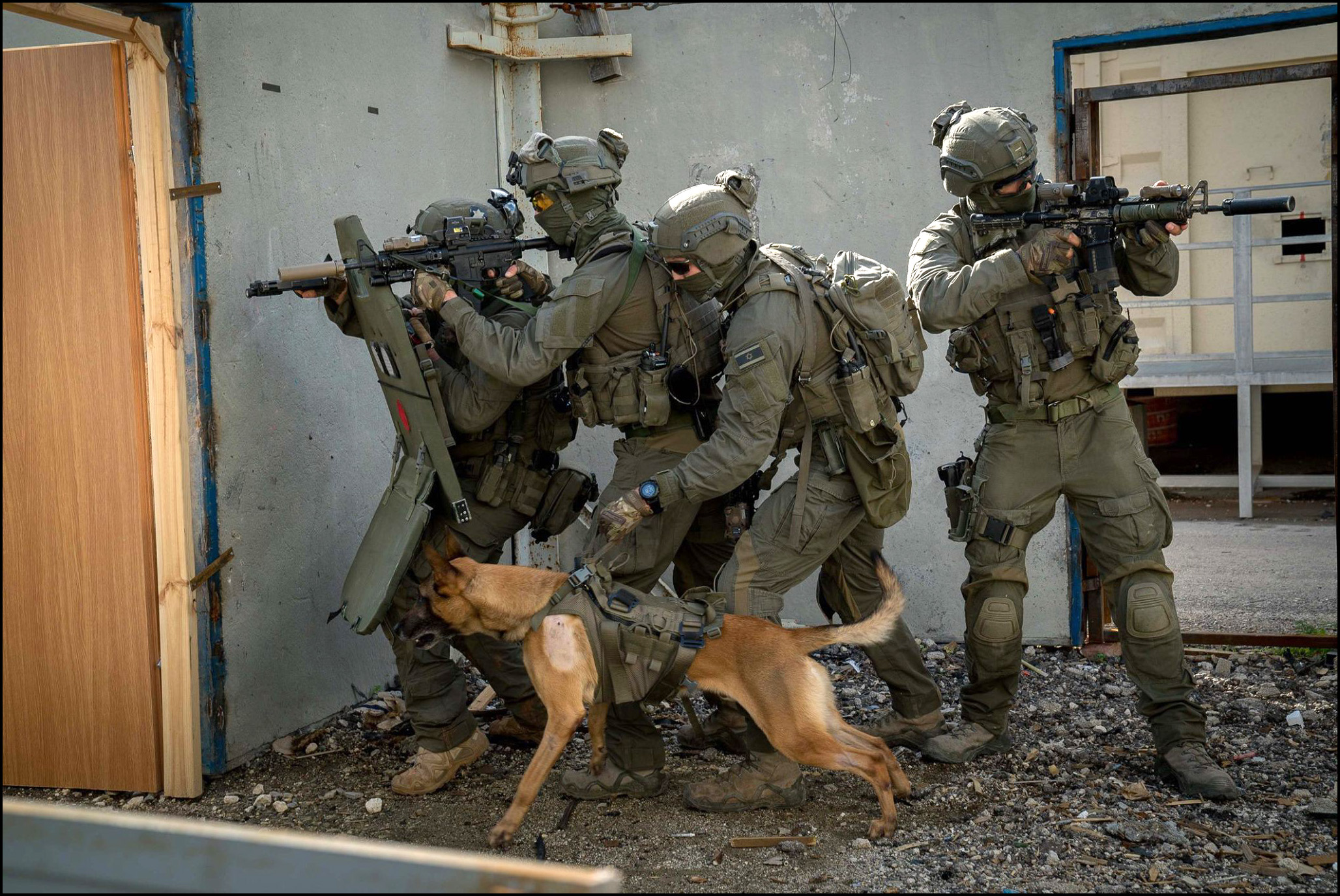
Jamam, jedna z izraelských protiteroristických jednotek

Boj proti terorismu zahrnuje postupy, taktiky, techniky a zejména strategie, které společně používají vlády, armáda, policie, zpravodajské agentury i soukromé subjekty při boji proti terorismu, a to zejména
1. k jeho předcházení, protože promyšlená dlouhodobá prevence je ve většině případů mnohem efektivnější i levnější než často okamžitá drahá riskantní represe,
2. a k omezení jeho dopadů.

## Základní metody
- Získávání znalostí z informací (údajů/dat) získaných zejména zpravodajskými službami ... potažmo také zvláštními/speciálními službami (například/povětšinou typu Secret Service)...
- Omezování financování terorismu a obchodů teroristek/teroristů se zbraněmi ...
- Ochrana nejen, ale zejména měkkých cílů ...
- Prevetivni (Preemptivní) údery (aneb k tomu srovnejte poznání, že nejlepší obranou je často dobře promyšlený a dobře pro/vedený(proti)útok ...) ...
- S teroristy/teroristkami se (většinou vůbec) nevyjednává, protože ti se co nejdříve rovnou "likvidují", případně i likvidují ...

## Protiteroristické jednotky
Protiteroristické jednotky jsou vojenské anebo policejní jednotky zaměřené zejména na boj proti terorismu. Ve většině států začaly v druhé polovině 20. století vznikat speciální jednotky policie a zpravodajských služeb, případně i ozbrojených sil, které provádějí operace v rámci protiteroristické činnosti. Vytvářely se v návaznosti na starší zvláštní/speciální komanda nebo vznikaly na zcela nových základech ... Protiteroristické jednotky mívají menší počet členů, a to zpravidla několik desítek mužů, kteří se vybírají na základě velmi přísných kritérií po několikaleté službě v policii nebo armádě. Vybaveny jsou speciálními zbraněmi a jinou vojenskou technikou a mají i zvláštní výcvik. Jednotky se nasazují i při zákrocích proti těžkým a nebezpečným zločincům, zejména z oblasti organizovaného zločinu ...

### Protiteroristické jednotky ve světě
- Alfa – Rusko
- Delta Force (1st Special Forces Operational Detachment-Delta) – USA
- EKO Kobra (Einsatzkommando Cobra) – Rakousko
- GSG9 (Grenzschutzgruppe 9 der Bundespolizei) – Německo
- GIGN (Groupe d'Intervention de la Gendarmerie Nationale) – Francie
- GIS (Gruppo di intervento speciale) – Itálie
- Hostage Rescue Team – USA
- SAS (Special Air Service) – Spojené království
- URNA (Útvar rychlého nasazení) – Česká republika
- Útvar zvláštního určení prezídia Policejního sboru – Slovensko

## Názory
Ohledně způsobu, jakým by měl boj s terorismem probíhat, existuje občas značná kontroverze. Názory odborníků se například rozcházely, a možná ještě trochu rozchází například kolem války v Sýrii a užívání dronů i za cenu života některých civilistů, finanční podpory kurdských povstalců anebo bombardování měst držených islamisty. Přestože se tedy Rusko a USA pokouší často i občas společně o potlačení terorismu, např. ve věci války v Sýrii možná stále ještě zůstávají jako dva názorové protipóly.
V USA v této souvislosti také možná ještě probíhájí intenzivní debaty kolem
1. mučení nebezpečných, pro celou společnost normálních doopravdy velice nebezpečných lidí, často extrémně zfanatizovaných teroristů,
2. omezování imigrantů ze zemí Blízkého východu
3. a okamžitých razií do zfanatizovaných muslimských čtvrtí.

Podle průzkumu TRIP (2016) se američtí studenti mezinárodních vztahů k boji proti terorismu staví následovně:
| Užívat v boji proti terorismu | Je vždy efektivní (% dotázaných) | Je většinou efektivní (% dotázaných) | Je zřídkakdy efektivní (% dotázaných) | Není nikdy efektivní (% dotázaných) |
| ----------------------------- | -------------------------------- | ------------------------------------ | ------------------------------------- | ----------------------------------- |
| speciální jednotky            | 3                                | 58                                   | 38                                    | 2                                   |
| pilotem řízené nálety         | 1                                | 38                                   | 55                                    | 6                                   |
| bezpilotní letadla/drony      | 1                                | 46                                   | 46                                    | 6                                   |
| násilné výslechy/mučení       | 1                                | 7                                    | 40                                    | 53                                  |